# Énergie en Irak
Le secteur de l'énergie en Irak est vital pour le pays : le pétrole fournissait en 2016 la moitié du PIB irakien et 90 % des recettes publiques.
Les réserves prouvées de pétrole de l'Irak sont classées en 2022 au 5e rang mondial, représentant 7,8 % des réserves mondiales. Dix ans après le renversement de Saddam Hussein, la production a dépassé en 2016 son record historique de 1990 ; en 2023, elle se classe au 6e rang mondial avec 4,7 % de la production mondiale. Ses exportations ont dépassé en 2016 leur niveau atteint avant l'invasion du Koweït en 1991 ; en 2023, elles se classent au 3e rang mondial avec 8,7 % des exportations mondiales, derrière l'Arabie Saoudite et la Russie.
Les réserves de gaz naturel de l'Irak sont plus modestes : elles se classent au 11e rang mondial avec 1,8 % des réserves mondiales. La production progresse, mais ne représente encore que 0,2 % de la production mondiale en 2023 ; elle couvre 54 % de la consommation du pays.
Malgré ces progrès, l'Irak souffre encore de graves pénuries d'électricité ; une large part du gaz naturel associé au pétrole extrait des champs pétroliers supergéants du sud est encore torché et les centrales utilisent encore massivement le pétrole brut comme combustible : 37 % de la production d'électricité en 2021 (62 % en 2017) contre 57 % de gaz naturel et 5,9 % d'hydroélectricité. De plus, 34 % des besoins d'électricité ont été importés d'Iran et de Turquie. L'électricité couvre 16,4 % de la consommation finale d'énergie, taux probablement sous-estimé du fait des vols d'électricité.
Les émissions de CO2 par habitant de l'Irak était en 2021 inférieures de 33 % à la moyenne mondiale et de 61 % à celles de l'Iran.

## Ressources en énergie primaire
La production d'énergie primaire de l'Irak en 2021 s'élevait à 8 920 PJ (Pétajoules), répartis en 96 % de pétrole, 3,7 % de gaz naturel et 0,2 % d'hydroélectricité.

### Pétrole
Le pétrole fournit en 2016 la moitié du PIB de l'Irak et 90 % des recettes publiques.

#### Classements internationaux
Dans les classements de l'Energy Institute, l'Irak apparait comme :
- 6e producteur mondial de pétrole en 2023 (4,7 % du total mondial), derrière les États-Unis (18,3 %), la Russie (12,0 %), l'Arabie saoudite (11,8 %), le Canada (6,2 %) et l'Iran (4,8 %)[e 1] ;
- 3e exportateur mondial de pétrole brut (8,7 % du total mondial), derrière l'Arabie saoudite et la Russie[e 2].

L'Irak était en 2015 le second producteur de brut de l'OPEP après l'Arabie saoudite et ses réserves prouvées sont au 5e rang mondial.

#### Réserves de pétrole

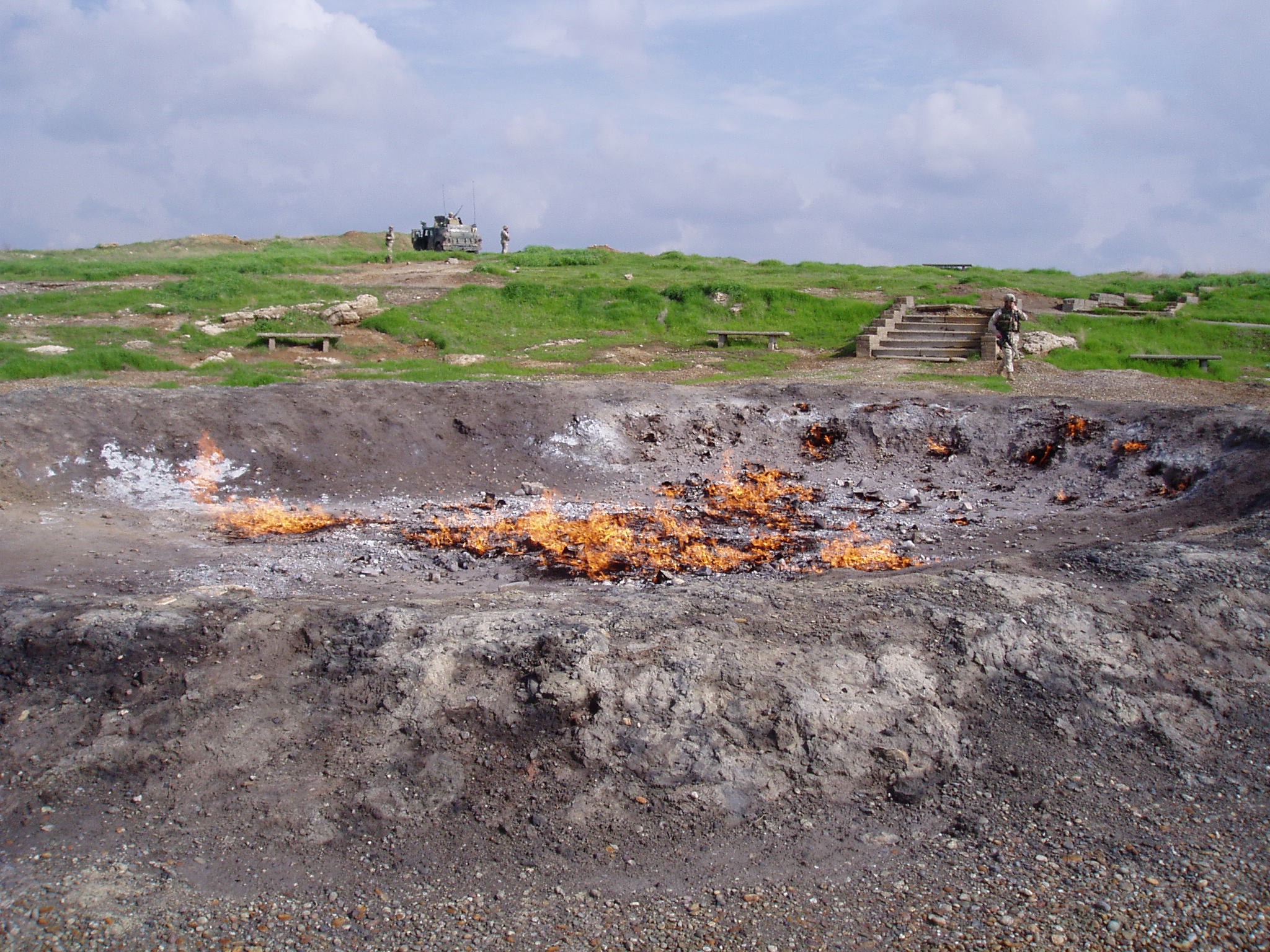
Le Feu éternel de Baba Gurgur, près de Kirkouk, Irak, 2006.

Les réserves prouvées de pétrole de l'Irak étaient estimées par l'Agence fédérale allemande pour les sciences de la terre et les matières premières (BGR) à 19,73 Gt (milliards de tonnes) fin 2022, soit 7,8 % du total mondial, au 5e rang mondial derrière le Vénézuela (18,7 %), l'Arabie saoudite (15,3 %), l'Iran (11,2 %) et le Canada (10,2 %). Elles représentaient 89 années de production au rythme de 2022 : 221,3 Mt. Elles ont été réévaluées en hausse de 1,3 % depuis 2010. Les ressources supplémentaires, non encore prouvées, sont estimées à 6,32 Gt, dont 6,1 Gt de pétrole conventionnel et 0,22 Gt de pétrole de schiste.
Les gisements irakiens sont tous terrestres (onshore), situés dans la région chiite du sud et dans la région kurde du nord ; la minorité sunnite n'a que peu de ressources pétrolières ; cinq gisements « supergéants » (> 5 milliards de barils), situés au sud, totalisent 60 % des réserves prouvés du pays, et 17 % sont dans le nord, près de Kirkouk, Mossoul et Khanaqin ; les plus grands gisements, ceux du sud, ont des coûts d'extraction assez bas grâce à leur géologie peu compliquée, à leur taille « supergéante », à la faible densité de population, à l'absence de relief et à la proximité des ports côtiers.
Le gisement pétrolier de Kirkouk, situé près de Kirkouk dans le Kurdistan irakien, découvert le 15 octobre 1927, a été le plus grand gisement mondial jusqu'à la découverte de Ghawar en Arabie saoudite en 1948. Sa notoriété historique provient aussi du « feu éternel » situé au centre du gisement, à Baba Gurgur, déjà décrit en leur temps par Hérodote et  Plutarque.
Le gisement de Rumaila, situé à la frontière du Koweït, est l'un des principaux gisements irakiens. Son caractère transfrontalier a été à l'origine de contestations : l'Irak accusa le Koweït de forer dans ses réserves, ce qui fut l'une des causes de la deuxième guerre du Golfe.

#### Production de pétrole

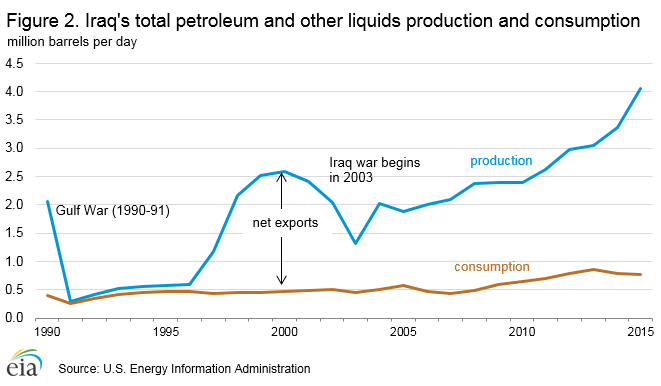
Production de pétrole de l'Irak (millions de barils/jour), 1990-2015.
source : U.S. Energy Information Administration.

En 2023, selon l'Energy Institute, l'Irak a produit 4,35 Mb/j (millions de barils par jour), soit 213 Mt (millions de tonnes) de pétrole, en recul de 3,7 % par rapport à 2022, mais en progression de 40 % depuis 2013. Elle se classe au 6e rang mondial avec 4,7 % de la production mondiale, derrière les États-Unis (18,3 %), la Russie (12,0 %), l'Arabie saoudite (11,8 %), le Canada (6,2 %) et l'Iran (4,8 %).
Dix ans après le renversement de Saddam Hussein, la production a dépassé son record historique de 1990 grâce aux prospections de firmes occidentales, russes et asiatiques dans le Sud. Elle a atteint 4,4 Mb/j (millions de barils par jour) en moyenne en 2016, au quatrième rang mondial derrière les États-Unis, la Russie et l'Arabie saoudite, avec des exportations records de 4,1 Mb/j en novembre 2016, alors que la production ne dépassait pas 1,5 Mb/j avant l'invasion de 2003 et même 3,5 Mb/j avant l'invasion du Koweït en 1991.
L'Irak re-développe ses ressources pétrolières après des années de sanctions et de guerres : la production de brut a progressé de 2,6 Mb/j en 2011 à près de 4,1 Mb/j en 2015, dont 3,6 Mb/j dans le sud et 0,45 Mb/j au Kurdistan, sous le contrôle du gouvernement semi-autonome kurde. La progression la plus forte a été acquise en 2015 : +0,7 Mb/j.
L'État islamique a conquis en avril 2014 plusieurs petits champs pétroliers dans le nord, dont ceux d'Ajeel, Hamrin, Qayara, Balad, Ain Zalah, Batma et Najma, mais a perdu le contrôle de plusieurs de ces champs à la suite des frappes aériennes américaines à partir d'août 2014, en particulier celui d'Ajeel (28 000 b/j) qui a été brièvement l'une des principales ressources de Daesh, mais a été bombardé en août 2014.
Le gouvernement irakien, qui entend pratiquement doubler la production d'ici à 2027, à 8 millions de barils, signe le 5 septembre 2021 avec TotalEnergies une série de contrats dans le secteur de l'énergie : TotalEnergies prévoit d'investir au total quelque 10 milliards de dollars pour la construction d'une centrale électrique photovoltaïque d'un gigawatt, d'une usine de traitement de l'eau de mer qui sera injectée dans les puits de pétrole afin de maintenir la pression dans le sous-sol et faciliter l'extraction, d'équipements de récupération du gaz qui est associé à la production de trois champs pétroliers, le traiter et l'acheminer afin d'alimenter les centrales électriques du sud du pays, permettant de produire trois gigawatts, et d'optimiser le rendement d'un champ pétrolier et gazier en construisant de nouvelles capacités. Après diverses vicissitudes, un accord est finalement trouvé en avril 2023 sur son application : Basrah Oil Company, propriété de l'État, prendra 30 % de l'ensemble, TotalEnergies conservant 45 % et QatarEnergy aura 25 %. La production du champ pétrolier d'Artawi, dans le sud du pays, sera portée de 85 000 bl/j actuellement à 210 000 bl/j. L'entreprise saoudienne ACWA participera à la construction de la centrale solaire qui alimentera le réseau électrique de la région de Bassorah.
La production de pétrole du pays a atteint 4,4 Mb/j en 2022, alors elle ne dépassait guère les 3 Mb/j sous Saddam Hussein. Le pétrole produit plus de 60 % des richesses du pays. Le gouvernement veut faire passer les capacités de production de 5,4 Mb/j à 7 Mb/j en 2027. Les deux tiers de la production et 34 % des réserves irakiennes seraient désormais sous contrôle chinois, selon S&P Global, et 35 % du brut irakien est exporté vers la Chine.

#### Consommation de pétrole
En 2023, l'Irak a consommé 0,87 Mb/j (millions de barils par jour), soit 1,80 EJ (exajoules) de pétrole, en progression de 6,1 % en 2023 et de 29 % depuis 2013. Il représente 0,9 % de la consommation mondiale. Sa consommation absorbe seulement 20 % de sa production.

#### Exportations de pétrole

Oléoduc Kirkouk-Ceyhan.

En 2023, l'Irak a exporté 184,2 Mt (millions de tonnes) de pétrole brut et 19,8 Mt de produits pétroliers, et importé 9,5 Mt de produits pétroliers. Il se classe au 3e rang mondial des exportateurs de brut avec 8,7 % du total mondial, derrière l'Arabie saoudite et la Russie. Ses exportations de brut sont destinées surtout à la Chine pour 32,2 %, à l'Europe pour 26,7 %, à l'Inde pour 26,5 %, aux États-Unis pour 5,8 %.
En 2021, l'Irak a exporté 7 074 PJ de pétrole brut, soit 85 % de sa production.
Les exportations se font surtout par les ports de Bassorah et Khor al-Amaya sur le Golfe persique, dont les capacités ont été accrues en 2015 et 2016. La plupart des oléoducs du nord ont été endommagés par le conflit en cours, en particulier l'oléoduc Kirkouk-Ceyhan qui a cessé de fonctionner en mars 2014 ; le gouvernement du Kurdistan et ses partenaires internationaux ont installé deux oléoducs raccordés à l'oléoduc Kirkouk-Ceyhan pour exporter vers la Turquie.
L'agence étatique State Oil Marketing Organization, rattachée au Ministère du pétrole de l'Irak, est chargé de la commercialisation du pétrole irakien.
Trois oléoducs se sont succédé pour l'acheminement du pétrole irakien vers l'Occident :
- L'oléoduc de Mossoul à Haïfa a fonctionné de 1935 à 1948.
- L'oléoduc Kirkouk-Baniyas, reliant sur 800 kilomètres le gisement pétrolier de Kirkouk au port de Baniyas en Syrie, a été ouvert en 1952 ; il a été fermé en 1976 à la suite d'un désaccord sur le tarif du transit entre les régimes baasistes d'Irak et de Syrie[10]. Rouvert entre 1978 et 1981, puis de nouveau fermé pendant la guerre Iran-Irak et encore rouvert après 1990 pour la consommation syrienne, il est mis hors service par les bombardements américains en 2003 pendant la guerre d'Irak. En décembre 2007, l'Irak et la Syrie s'entendent pour le reconstruire avec l'aide d'une filiale du groupe russe Gazprom, mais ce contrat est annulé en 2009.
- L'oléoduc Kirkouk-Ceyhan relie sur 970 km Kirkouk à Ceyhan en Turquie. Il a été mis en service en 1977 pour remplacer l'oléoduc Kirkouk-Baniyas[10].

#### Raffineries
La capacité nominale des raffineries irakiennes dépasse 1 Mb/j, mais nombre d'entre elles ont une capacité réduite par les dégâts de la guerre ou par manque d'entretien ; depuis l'attaque de l'État islamique en juin 2014, qui a gravement endommagé la raffinerie de Baïji, la plus grande du pays avec une capacité nominale de 310 000 b/j, la capacité effective totale est inférieure à 600 000 b/j. La plupart des seize raffineries irakiennes ont une capacité inférieure ou égale à 30 000 b/j ; les plus grandes, après la raffinerie de Baïji, sont celles de Daura (210 000 b/j de capacité nominale, 140 000 b/j de capacité effective), celle de Bassorah (210 000 b/j de capacité nominale, 135 000 b/j de capacité effective) et celle de Kalak près d'Erbil dans le Kurdistan (80 000 b/j, projet d'extension de (95 000 b/j pour 2018).
En mars 2023, le Premier ministre irakien Mohammed Chia al-Soudani inaugure à Kerbala la nouvelle raffinerie de pétrole qui doit permettre à l'Irak, pourtant riche en hydrocarbures, de réduire sa dépendance aux importations de carburant. Le projet, réalisé par le conglomérat sud-coréen Hyundai, produira 9 millions de litres de carburant par jour, soit plus de la moitié des 15 millions de litres qu'importe l'Irak chaque jour.

#### Organisation du secteur

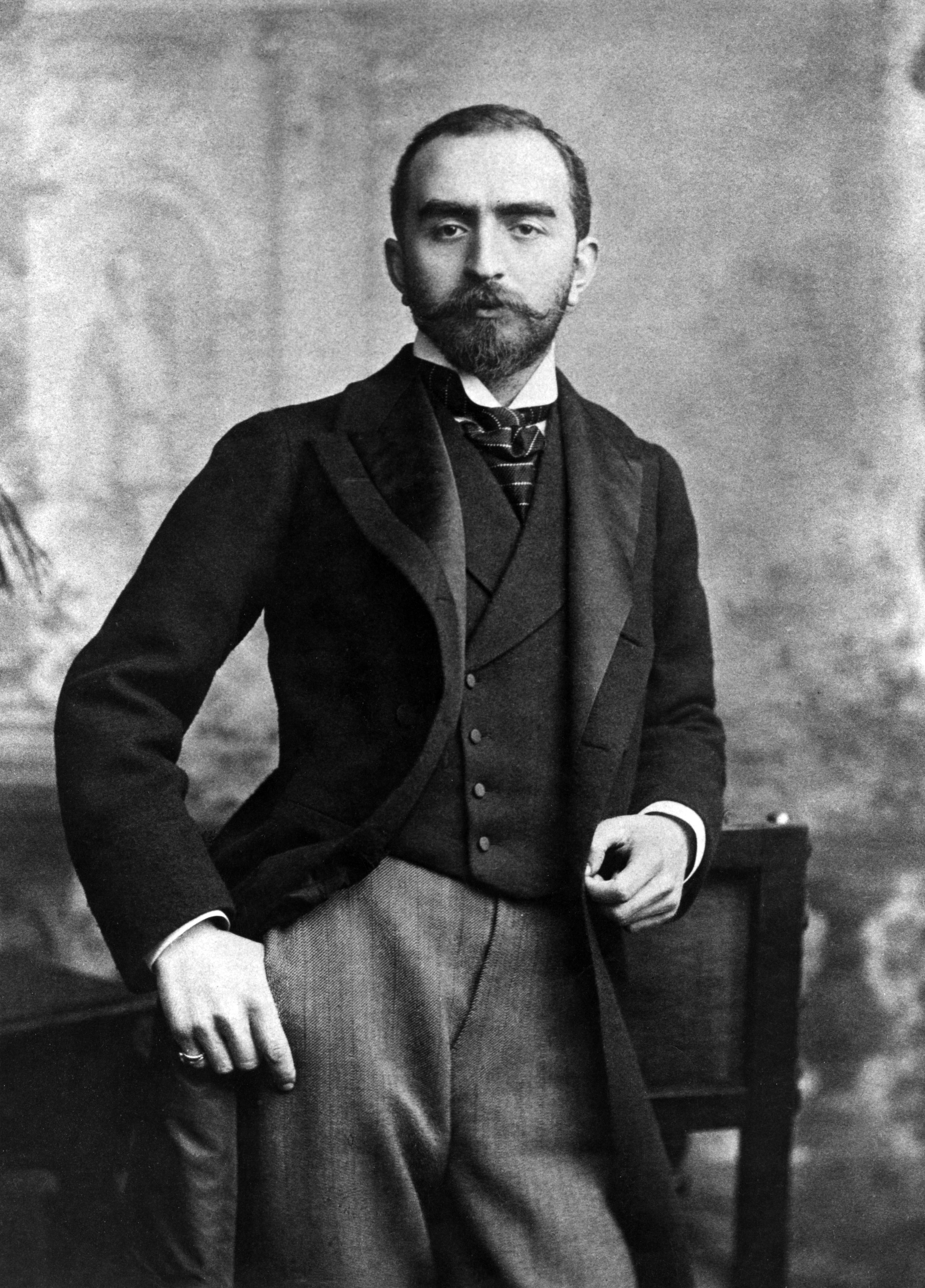
Calouste Gulbenkian.

Le secteur pétrolier a longtemps été contrôlé par l'Iraq Petroleum Company (IPC), compagnie pétrolière fondée en 1927, réunissant cinq majors occidentales : Royal Dutch Shell, British Petroleum (BP), Mobil, Esso (ExxonMobil) et la Compagnie française des pétroles (CFP), ancêtre de Total, sous la présidence de Calouste Sarkis Gulbenkian, jusqu'à sa nationalisation en 1971.
L'Iraq National Oil Company (INOC) est la compagnie pétrolière nationale d'Irak, créée en 1966 par le gouvernement irakien. Ses activités comprennent l'exploration, la production et le transport ; le raffinage et la distribution du pétrole étant administrés indépendamment.
Le Ministère du pétrole à Bagdad supervise le secteur pétrolier et gazier dans tout le pays sauf le territoire kurde, à travers ses entités opérationnelles : North Oil Company (NOC), Midland Oil Company (MDOC), South Oil Company (SOC) et Missan Oil Company (MOC). Dans le Kurdistan irakien, le Ministère des ressources naturelles du Gouvernement régional du Kurdistan supervise le secteur. Les groupes pétroliers internationaux sont très actifs dans l'ensemble du pays, dans le cadre de contrats de service technique signés avec le Ministère du pétrole de Bagdad ou d'accords de partage de production avec le Gouvernement régional du Kurdistan.

### Gaz naturel

#### Réserves de gaz naturel
Les réserves prouvées de gaz naturel de l'Irak étaient estimées par l'Agence fédérale allemande pour les sciences de la terre et les matières premières (BGR) à 3 714 Gm3 (milliards de m³) fin 2022, soit 1,8 % du total mondial, au 11e rang mondial, loin derrière la Russie (22,7 %), l'Iran (16,1 %), le Qatar (11,3 %), les États-Unis (7,8 %) et le Turkménistan (6,6 %). Elles ont été réévaluées en hausse de 17 % depuis 2010. Elles représentent 379 années de production au rythme de 2022 : 9,8 Gm3. Les ressources supplémentaires, non encore prouvées, sont estimées à 6 000 Gm3, entièrement en gaz conventionnel, au 20e rang mondial.
Les trois quarts des réserves de gaz naturel de l'Irak sont associées au pétrole, la plupart étant situées dans les gisements supergéants du sud.

#### Production de gaz naturel
En 2023, l'Irak a produit 9,9 Gm3 (milliards de m³) de gaz naturel, soit 0,36 EJ (exajoules), en progression de 6,9 % en 2023 et de 44 % depuis 2013. Ceci représentait seulement 0,2 % de la production mondiale.

#### Consommation de gaz naturel
En 2023, l'Irak a consommé 18,7 Gm3 de gaz naturel, soit 0,67 EJ, en hausse de 1,9 % en 2023 et de 168 % depuis 2013. Il représente seulement 0,5 % de la consommation mondiale. Sa production couvre 54 % de sa consommation.
En 2014, l'Irak était le 4e pays au monde pour le torchage de gaz naturel, après la Russie, l'Iran et le Venezuela ; la cause en est le manque d'infrastructures pour transporter et stocker ce gaz pour son utilisation ou son exportation. Le gaz qui n'est pas torché est surtout utilisé pour réinjection dans les gisements en vue d'accroître leur taux de récupération ; la consommation de gaz concerne surtout la production d'électricité. Afin de réduire le torchage, la compagnie d'État South Gas Company a conclu un accord avec Shell et Mitsubishi pour créer une coentreprise, Basrah Gas Company, dédiée à la capture du gaz torché dans les trois grands gisements du sud : Rumaila, West Qurna 1 et Zubair ; l'objectif est d'atteindre en 2018 une capacité de traitement de gaz de 2 milliards de pieds cubes ; à plus long terme, la construction d'un terminal méthanier permettrait d'exporter le gaz en excès lorsque les besoins d'électricité seront satisfaits.
Le contrat signé en 2021 entre TotalEnergies et l'État irakien et finalisé en avril 2023 prévoit de récupérer le gaz torché sur trois champs pétroliers irakiens afin d'alimenter en gaz des centrales électriques et d'améliorer la fiabilité du réseau. En janvier 2025, TotalEnergies annonce la construction d'une usine de récupération du gaz torché, sur son site de Ratawi, dans la région de Bassora ; le méthane récupéré (1,4 Gm3/j environ) alimentera une centrale de production d'électricité de 160 MW fin 2025. Une autre usine, dont la mise en service est prévue fin 2027, traitera 8,5 Gm3/j. Au total, un tiers du gaz torché en Irak pourra être récupéré et utilisé pour produire de l'électricité.

#### Exportations et importations de gaz naturel
Le projet de Gazoduc Iran-Irak-Syrie (5 600 km de longueur) était prévu pour acheminer le gaz du champ gazier iranien-qatari North Dome (South Pars) vers la Syrie, où il irait ensuite approvisionner les clients européens.
Le projet de Gazoduc Qatar-Turquie le concurrençait.
L'Irak a signé un agrément avec l'Iran en juin 2013 afin d'en recevoir du gaz naturel destiné à alimenter les centrales électriques de Bagdad et de Diyala.

## Consommation d'énergie primaire
La consommation d'énergie primaire de l'Irak atteignait 2,51 EJ en 2023, soit 0,4 % du total mondial, loin derrière la Chine (27,7 %), les États-Unis (15,2 %), l'Inde (6,3 %), la Russie (5,1 %), le Japon (2,8 %), l'Iran (2,1 %) ou l'Arabie saoudite (1,9 %). Elle se répartissait en 72 % de pétrole, 27 % de gaz naturel et 1 % d'hydroélectricité. Sa consommation par habitant s'élevait à 55,2 GJ, niveau inférieur de 28 % à la moyenne mondiale : 77,0 GJ, de 59 % à celui de la France : 133,8 GJ, de 60 % à celui de l'Allemagne : 137,0 GJ, de 61 % à celui de l'Iran : 142,6 GJ et de 82 % à celui de l'Arabie saoudite : 313,9 GJ.
La consommation intérieure d'énergie primaire s'élevait en 2021 à 1 983 PJ ; elle a progressé de 136 % entre 1990 et 2021. Elle se répartissait en 2021 entre le pétrole : 58 %, le gaz naturel : 33 %, l'hydroélectricité : 0,9 %, la biomasse : 0,1 % et les importations d'électricité : 7,5 %.

## Consommation finale d'énergie
La consommation finale d'énergie s'élevait en 2021 à 1 075 PJ, dont 67 % de produits pétroliers, 16,2 % de gaz naturel et 16,4 % d'électricité ; sa répartition par secteur était dominée par les transports : 44 %, suivis par le secteur industriel : 25 %, le secteur résidentiel : 24 %, le secteur tertiaire : 3,5 % et les usages non-énergétiques (chimie) : 3,3 %.

## Secteur électrique
L'électricité représentait 16,4 % de la consommation finale d'énergie en 2021.

### Production d'électricité
En 2023, selon les estimations de l'Energy Institute, l'Irak a produit 139,4 TWh d'électricité, en hausse de 6,1 % en 2023 et de 124 % depuis 2013, soit 0,5 % de la production mondiale, loin derrière l'Iran (1,3 %) et l'Arabie saoudite (1,5 %). La part des énergies renouvelables est de 2,7 %, dont 2,4 % d'hydroélectricité et 0,3 % de solaire.
La capacité de production électrique du pays n'est que de 35 GW en 2023, et la production effective atteint à peine 24 GW, pour une demande estimée à 42 GW. L'État irakien prévoit de développer 12 GWc de capacités solaires. Le projet multiénergies de TotalEnergies à Ratawi, près de Bassorah, prévoit la construction d'une centrale solaire de 1 GWc sur 22 km2, ainsi que d'une centrale à gaz de 1,5 GW d'ici 2027, puis 3 GW dans une deuxième phase.
L'Irak a produit 81,2 TWh d'électricité en 2021, dont 57,3 % à partir du gaz naturel, 36,7 % à partir du pétrole, 5,9 % d'hydroélectricité et 0,07 % de solaire. Sa production d'électricité a progressé de 238 % entre 1990 et 2021. Cette production ne couvre que 66 % des besoins, les 34 % restant sont importés.
Après la guerre d'Irak, de 2003 à 2011, des coupures de courant durant 16 à 22 heures par jour étaient courantes ; les coupures restent fréquentes en dehors du Kurdistan, surtout en été, mais elles se sont atténuées grâce à l'accroissement des capacités du parc irakien et de celles des générateurs hors réseau, ainsi que des importations d'électricité depuis l'Iran et des centrales électriques sur barges installées dans le golfe persique par la Turquie. selon le Middle East Economic Survey, la puissance installée de l'Irak (régions contrôlées par Bagdad) est passée de 7 GW en 2012 à 9,3 GW à la fin de 2014, pour l'essentiel grâce à l'installation de turbines achetées en 2008 mais restées stockées pendant plusieurs années ; ces 74 turbines totalisant 10,2 GW ont tardé à être installées à cause de difficultés budgétaires, contractuelles et politiques. Le Ministère de l'électricité a autorisé les compagnies pétrolières internationales à construites de petites centrales pour alimenter leurs installations pétrolières et gazières.
L'Irak brûle directement du pétrole brut dans des centrales électriques pour faire face à ses contraintes d'approvisionnement en combustibles. Cette consommation de pétrole s'est accrue en 2015, atteignant 223 000 b/j durant la saison chaude (juillet-septembre), en hausse de 71 000 b/j par rapport à la même période de 2014.
En avril 2025, le gouvernement irakien signe un mémorandum d'entente avec l'américain GE Vernova pour la construction de centrales électriques au gaz produisant 24 000 MW d'électricité. Mohammed Chia al-Soudani se félicite du « projet le plus grand et le plus moderne de l'histoire de l'Irak, avec la possibilité d'obtenir des financements extérieurs de banques internationales ».

#### Centrales thermiques

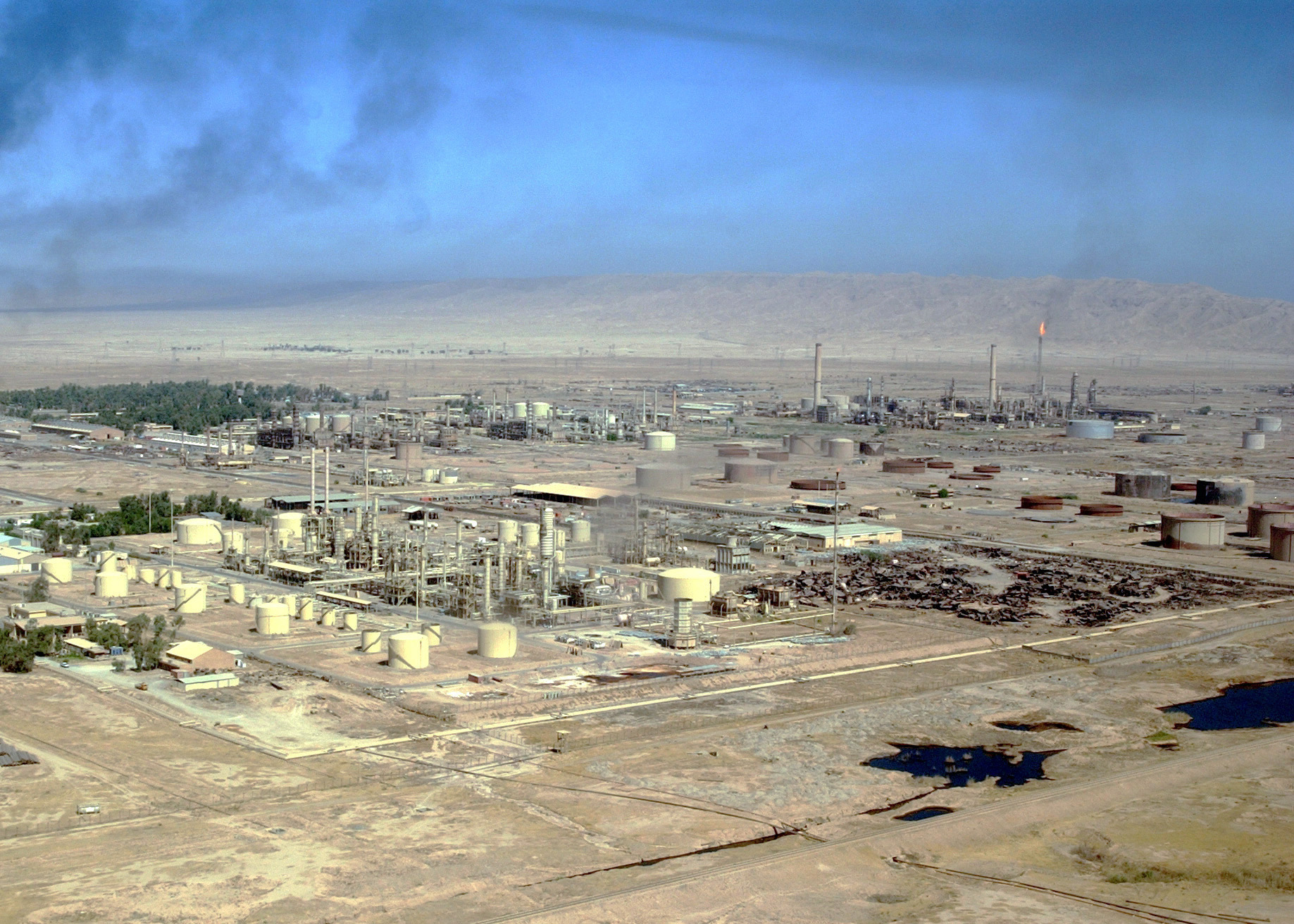
Complexe pétrolier et centrale thermique de Bayji, province de Salah ad-Din, 2005.

En janvier 2016, la centrale de Najibiya nouvellement réhabilitée a été mise en service à Bassorah ; sa puissance passe de 90 à 500 MW. depuis février 2016, du gaz naturel associé au pétrole du champ supergéant de Majnoon est envoyé aux installations de Bassorah pour produire 300 MW ; ce projet fait partie d'un plan visant à capturer le gaz associé, jusqu'ici torché dans les gisements supergéants du sud.
L'Irak a conclu deux accords avec l'Iran pour importer du gaz iranien destiné aux centrales électriques : le premier accord, signé en juillet 2013, prévoit des livraisons de 0,8 Mb/j pour trois centrales dans les provinces de Diyala et Bagdad ; ce gaz devrait atteindre en 2016 la centrale de Mansuriya dans la province de Diyala. Le second accord, signé avec l'Iran en novembre 2015, prévoit la livraison pendant six ans de 0,7 Mb/j de gaz en hiver et 1,2 Mb/j en été pour les centrales de la province de Bassorah ; mais les difficultés financières de l'Irak vont retarder ce projet.

#### Hydroélectricité
Les centrales hydroélectriques irakiennes totalisent une puissance installée de 2 756 MW fin 2023, dont 240 MW de pompage-turbinage ; elles ont produit 7 TWh en 2023. Ce sont, pour la plupart, des aménagements à buts multiples : irrigation, alimentation en eau potable, électricité.

Principales centrales hydroélectriques irakiennes
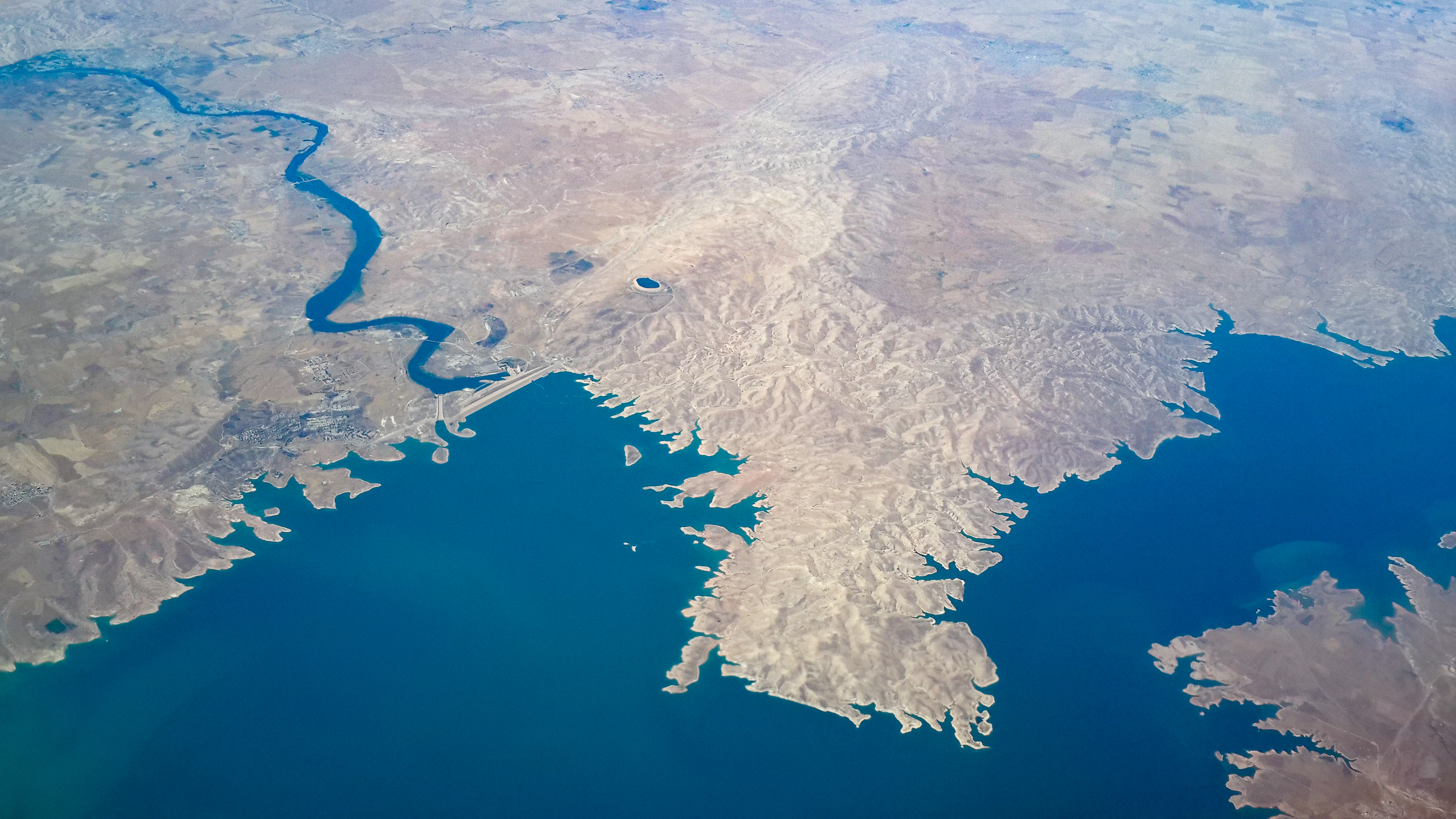
Vue aérienne du Barrage de Mossoul, 2014.
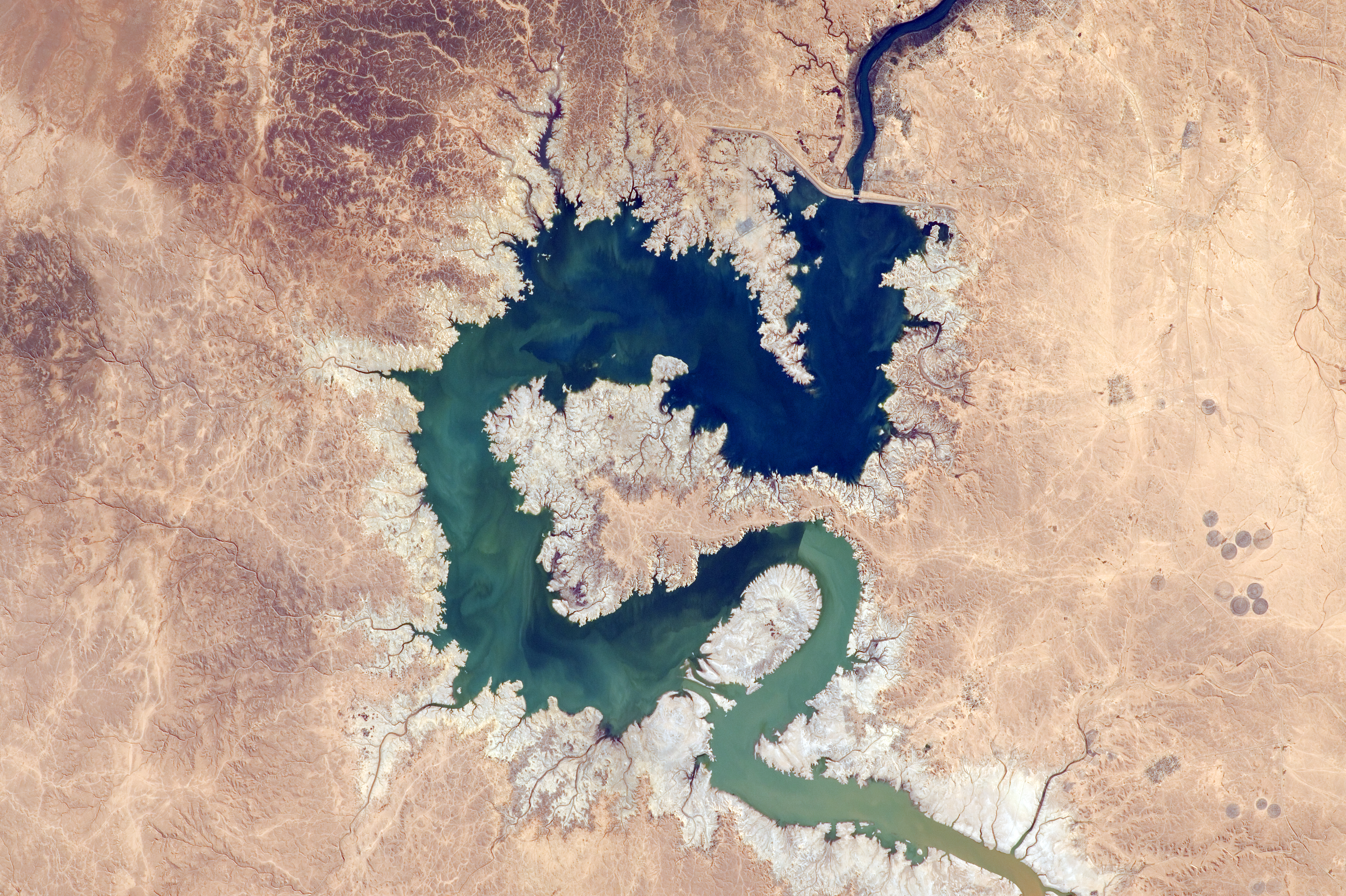
Photo satellite du Barrage de Haditha, 2015.
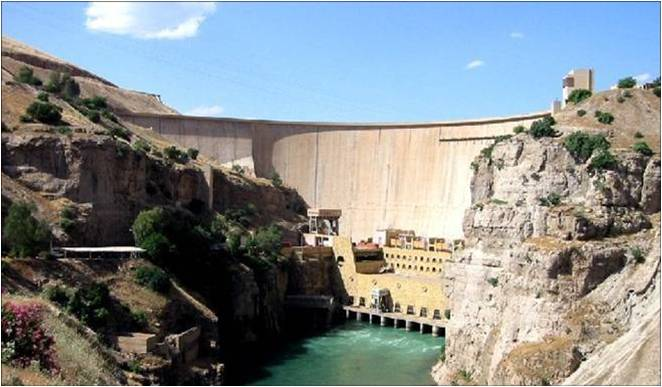
Barrage de Dokan, 2011.
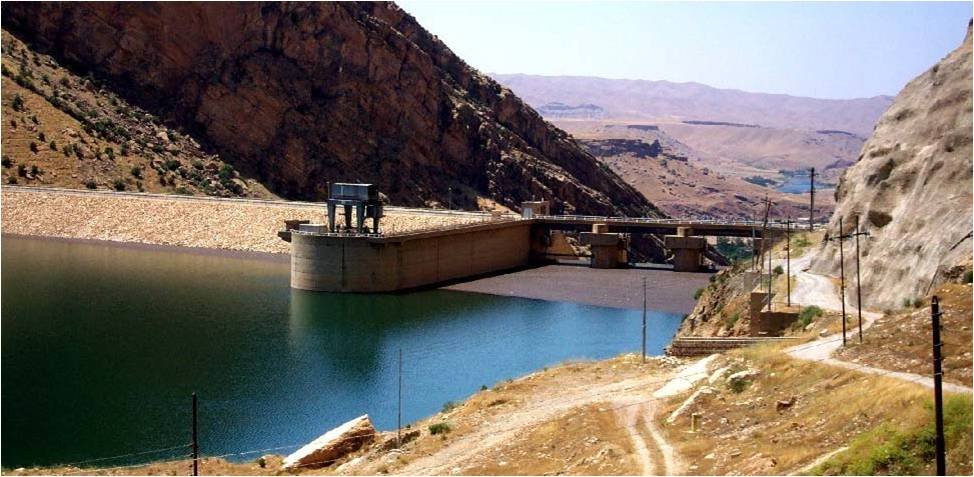
Barrage de Derbendikhan, 2003.

Principales centrales hydroélectriques en Irak :
| Nom                     | Localité                       | Province                          | Cours d'eau                  | Puissance (MW) | Construction | Notes  |
| ----------------------- | ------------------------------ | --------------------------------- | ---------------------------- | -------------- | ------------ | ------ |
| Barrage de Mossoul      | 40 km au nord-ouest de Mossoul | Ninive                            | Tigre                        | 1062           | 1981-86      | [ 18 ] |
| Barrage de Haditha      | Haditha                        | Al-Anbar                          | Euphrate                     | 660            | 1977-87      | [ 19 ] |
| Barrage de Dokan        |                                | As-Sulaymaniya, Kurdistan irakien | Petit Zab, affluent du Tigre | 400            | 1954-75      | ,      |
| Barrage de Derbendikhan |                                | As-Sulaymaniya, Kurdistan irakien | Diyala, affluent du Tigre    | 249            | 1956-61      | [ 20 ] |

Le 7 août 2014, l'État islamique a pris possession du barrage. Le 19 août, les Peshmerga kurdes en ont repris le contrôle après plusieurs jours de combats lors de la bataille du barrage de Mossoul.
Le barrage de Mossoul présente des risques d'effondrement à cause de défauts de construction : il a été bâti sur une fondation de gypse hydrosoluble; sa maintenance est déficiente depuis l'occupation de Mossoul par l'État islamique, car le personnel s'est enfui.

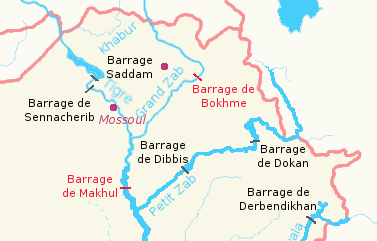
Barrages du Kurdistan irakien, 2006.

Le barrage de Bakhma (ou Bekhme) a été en construction sur le Grand Zab, affluent du Tigre, de 1988 à 1980, à 60 km au nord-est d'Erbil, capitale du Kurdistan irakien ; sa puissance initialement envisagée était de 1 500 MW ; les travaux ont été arrêtés par la Guerre du Golfe ; après la guerre, le gouvernement du Kurdistan a manifesté son intention de terminer sa construction, mais le gouvernement irakien s'y est opposé à cause des risques de pénuries d'eau qui auraient pu en découler en aval, dans le sud de l'Irak.

#### Solaire
Le contrat entre TotalEnergies et l'État irakien, signé en 2021 et finalisé en avril 2023, prévoit la construction d'une centrale solaire géante d'une capacité de 1 GWc destinée à alimenter le réseau électrique de la région de Bassorah. L'entreprise saoudienne ACWA participera à ce projet.

### Importations d'électricité
En 2021, les importations ont atteint 41,5 TWh, soit 34 % de l'approvisionnement en électricité du pays, la production en couvrant seulement 66 %.
L'Irak est en 2021 le 2e importateur net mondial d'électricité avec 5,2 % des importations mondiales, derrière l'Italie.
En 2013, plus de 9 TWh ont été importés, en provenance d'Iran et de Turquie.

### Consommation d'électricité
La consommation d'électricité atteignait 48,8 TWh en 2021, soit seulement 39,8 % de l'approvisionnement brut (production + importation) ; en effet, les pertes dans le réseau s'élèvent à 66,4 TWh, soit 54 % de l'électricité injectée dans le réseau.
La consommation d'électricité par habitant en Irak a été en 2021 de 1,3 MWh, soit 36 % de la moyenne mondiale (3,6 MWh) et 38 % de la consommation moyenne iranienne (3,4 MWh).
De 2005 à 2013, les pertes ont représenté en moyenne 38 % de l'approvisionnement. Le système irakien de distribution d'électricité, en dehors du Kurdistan, s'est fortement détérioré à cause de défauts de conception, du manque de maintenance et des vols d'électricité. La demande en pointe d'été dépasse en général de 50 % la production, causant des pénuries et coupures de courant, en particulier dans le sud ; les entreprises et les ménages doivent se reposer sur de coûteux générateurs diesel de secours, ceux de Bagdad totalisant à eux seuls 1 000 MW.

## Impact environnemental
Les émissions de CO2 liées à l'énergie par habitant en Irak en 2021 s'élèvent à 2,86 tonnes, inférieures de 33 % à la moyenne mondiale (4,26 tonnes), de 61 % à la moyenne iranienne (7,31 tonnes) et de 33 % à celle de la France (4,28 tonnes).